# Mnematidium
Mnematidium là một chi bọ cánh cứng thuộc họ Scarabaeidae.